# Monarch Diner
Das Owl Diner (auch Four Sisters Owl Diner, ehem. Monarch Diner) ist ein 1940 gebauter Diner in Lowell im Bundesstaat Massachusetts der Vereinigten Staaten. Es zählt zum seltenen Typ des „Semi-Streamliners“ und wurde am 28. November 2003 im Rahmen der Multiple Property Submission Diners of Massachusetts MPS unter der Bezeichnung Monarch Diner in das National Register of Historic Places (NRHP) eingetragen.

## Beschreibung
Das Owl Diner wurde 1940 als Baunummer #759 von der Worcester Lunch Car Company gebaut und zunächst in Waltham als Monarch Diner betrieben. 1951 wurde es an seinen heutigen Standort versetzt und ausgebaut. Es steht heute auf einem Eckgrundstück an einer vielbefahrenen Straße im Stadtzentrum von Lowell.
Das Diner besteht aus einer Holzrahmenkonstruktion und verfügt über ein Monitor-Dach, das gemeinsam mit den abgekanteten, aus Email bestehenden Seitenwänden charakteristisch für das Aussehen eines Semi-Streamliners ist. Es steht auf einem Betonfundament und ist schwarz mit gelben und grünen Akzenten gestrichen. Der überdachte Eingang in der Mitte wurde erst 1951 am neuen Standort hinzugefügt. Das Diner verfügt über zwei Anbauten: In einem einstöckigen Betongebäude mit Pultdach auf der Rückseite sind die Küche und Toiletten untergebracht, während sich in einem weiteren einstöckigen Anbau mit Flachdach an der Südseite zusätzliche Sitzplätze befinden. Dieser zweite Anbau verfügt über eine Steinfassade und wurde zwischen 1952 und 1966 errichtet.
Das Owl Diner besitzt die meisten Originalteile aller Semi-Streamliner im gesamten Bundesstaat Massachusetts. Im Inneren erstreckt sich die Theke über fast die gesamte Länge und bietet Platz für 16 Barhocker. Entlang der Vorderseite sind sechs Tischnischen angeordnet, die ebenso wie die Hocker mit PVC bezogen sind. Die Belüftung durch die ehemaligen Obergaden-Fenster wurde durch moderne Deckenventilatoren ersetzt. Das Farbschema im Innenbereich besteht aus Schwarz, Dunkelgelb, Orange und Braun und entspricht damit weitgehend der Farbgestaltung des Miss Florence Diner in Northampton.

## Historische Bedeutung
Das Owl Diner ist eines von sehr wenigen noch existierenden Semi-Streamliner-Dinern in Massachusetts und das einzige dieser Art in Lowell. Die Worcester Lunch Car Company hatte diesen Diner-Typ als Alternative zu den von anderen Herstellern ab den späten 1930er Jahren vertriebenen Streamlinern entwickelt, um konkurrenzfähig bleiben und dennoch traditionelle Elemente beibehalten zu können.
Das heutige Owl Diner stand ursprünglich unter dem Namen Monarch Diner an der Massachusetts Route 20 im Stadtzentrum von Waltham. 1945 waren John DeCola als Manager sowie Louis und Murray DeCola als Bedienungen eingetragen. Das Diner war zu dieser Zeit eines von mehreren Monarch Dinern in der Gegend um Boston. 1951 wurde das Diner nach Lowell umgesiedelt und in Waltham durch ein Nachfolgemodell ersetzt. In Lowell erhielt es den neuen Namen Owl Diner. Die Aufzeichnungen der Worcester Lunch Car Company belegen, dass für die Familie DeCola allein zwischen 1930 und 1946 mindestens vier Diner (Baunummern #727, #749, #759 und #794) gebaut wurden. Der Familie DeCola war offenbar viel daran gelegen, ihre Restaurants stets auf dem neuesten Stand zu halten, zumal das heutige Owl Diner nur sechs Jahre im Einsatz war, bevor es durch einen Nachfolger ausgetauscht wurde.
1954 war das Owl Diner eines von 16 Dinern in Lowell und wurde von Claude J. Harvey betrieben. Von 1964 bis in die frühen 1980er Jahre waren Arthur N. Papoulias und Nicholas C. Zoukis die Eigentümer, bis es 1982 von den heutigen Eigentümern, der Shanahan-Familie, erworben und in Four Sisters Owl Diner umbenannt wurde. 1977 wurde das Diner von John Baeder auf einem Gemälde verewigt.
Im Jahr 2015 musste das Diner aufgrund eines Feuers kurzzeitig geschlossen werden.